# Heterandria obliqua
Heterandria obliqua är en fiskart som beskrevs av Rosen, 1979. Heterandria obliqua ingår i släktet Heterandria och familjen Poeciliidae. Inga underarter finns listade i Catalogue of Life.